# Журавель (песня)
Журавель (мн. ч. журавли) — армейский фольклор в Русской Императорской Армии, шуточные куплеты, обычно двустишия, исполнявшиеся в виде песни с припевом «Жура-жура-журавель, / Журавушка молодой!». В журавлях высмеивались соперничающие полки или иронически прославлялись дружественные, нередко куплеты были непристойными. Из армии журавли перешли в военные учебные заведения царской России, в кадетский и юнкерский фольклор, где сохранили характер высмеивания и были направлены на отдельных кадетов, преподавателей и соперничающие учебные заведения. В период гражданской войны журавлей продолжили составлять белогвардейцы. В первые годы советской власти на мотив журавлей было написано несколько песен, в том числе пионерская. Журавли стали популярны в армии межвоенной Польши, в Польше они назывались журавейками (żurawiejka), на каждый полк имелась своя журавейка. Традиция исполнения журавлей продолжилась в организациях русских скаутов-разведчиков.
Дважды использовал песню «Журавель» в своих произведениях русский композитор Пётр Ильич Чайковский: во Второй симфонии и в уничтоженной самим композитором Симфонии ми-бемоль мажор.

## Примеры
Армейский фольклор

Тащит ментик на базар
нищий гродненский гусар.
Жура-жура-журавель,
Журавушка молодой!
Кто мадеру пьет без меры?
Это конногренадеры!
Жура-жура-журавель,
Журавушка молодой!
Бочку выпьет, а не пьян
желтый ямбургский улан…
Морды бьют на всем скаку
в Мариупольском полку…

Кадетский фольклор

«Пред начальством, как ужи, / Извиваются пажи»;
«Полочане, как жиды, / Всюду вместе, все на „ты“»;
«Драли зады многи лета / Предка вольского кадета»;
«На шпаргалки портачи — / То зубрилы-псковичи»

Фольклор белогвардейцев

Кто расписан, как плакат –
то корниловский солдат…
В ресторане шум и бой –
это марковец лихой.
Наш казак здоровый силой,
Наколол чертей на вилы,
Жура-жура-журавель,
Журавушка молодой.
Бронепоезд прет со свистом,
Вспоминая коммунистов.
Жура-жура-журавель,
Журавушка молодой.

Пионерская песня

Собирайтесь-ка, друзья,
И споём про журавля.
Припев (всегда по 2 раза):
Жура-жура-журавель,
Эй, журавушка молодой!
Раньше было, то и дело,
Что по улицам я бегал.
Припев
Раньше — не было работы,
Доставлял родным заботы.
Припев
Теперь новая работа -
Зубы чистить, вот забота!
Припев
Руки мыть, и ноги мыть,
И сырой воды не пить!
Припев
Записался я в отряд,
И теперь я очень рад!
Припев
Кто шагает дружно в ряд?
Наш, «хамовницкий», отряд!
Коммунизму верен я,
Комсомольцы — нам друзья!